# Rundfunkabgabe
Öffentlich-rechtliche Rundfunkgesellschaften finanzieren sich in einigen Staaten vor allem durch die Rundfunkabgabe (auch Rundfunkbeitrag) die als hoheitliche Abgabe von inländischen Betreibern entsprechender Empfangsgeräte (vor allem Fernseher und Radiogeräte) gezahlt wird. Nach 2010 wurde in mehreren Ländern das Gebührenmodell durch das von der tatsächlichen Inanspruchnahme einer Leistung unabhängige Modell des Beitrags abgelöst.

## Europa
Die meisten Staaten Europas besitzen einen öffentlich-rechtlichen oder ähnlich gestellten Rundfunk, der in Bosnien und Herzegowina, Deutschland, Finnland, Griechenland, Großbritannien, Irland, Island, Italien, Kroatien, Norwegen, Österreich, Polen, Portugal, Schweden, Slowenien und Tschechien über Rundfunkgebühren finanziert wird. Die schweizerische SRG ist ein privatrechtlicher Verein gem. Schweizer Zivilgesetzbuch, erbringt aber zusammen mit konkurrierenden Programmveranstaltern Leistungen des Service public, die aus den Rundfunkgebühren finanziert werden.

### Gebührenmodelle
In Europa existieren mehrere Modelle der Gebühreneinhebung. Das Einhebeverfahren findet zum Beispiel in Deutschland, Großbritannien und Dänemark durch die öffentlich-rechtliche Rundfunkanstalt(en) selbst statt. In Österreich und der Schweiz sind für das Gebühreninkasso beauftragte Gesellschaften zuständig. Durch den Staat wurden die Gebühren zuletzt nur noch in Frankreich eingezogen (gemeinsam mit der Wohnabgabe).
In Griechenland, Italien und der Türkei handelt es sich bei der Rundfunkgebühr um einen Aufschlag auf die Stromrechnung.
Keine Rundfunkgebühren werden in Andorra, Belgien, Bulgarien, Dänemark, Estland, Frankreich, Liechtenstein, Litauen, Luxemburg, Malta, den Niederlanden, Rumänien, Russland, der Slowakei, Spanien, der Ukraine, Ungarn und Zypern erhoben – den den Rundfunkgebühren entsprechenden öffentlichen Finanzierungsanteil erhalten die dortigen Rundfunkprogrammanbieter über Steuern aus dem Staatshaushalt.

### Bosnien-Herzegowina
Die monatliche Rundfunkabgabe an den öffentlich-rechtliche Rundfunk- und Fernsehdienst BHRT beträgt 7,50 Konvertible Mark (ca. 3,85 Euro).

### Deutschland
Der Rundfunkbeitrag ist ein Pflichtbeitrag zur Finanzierung des durch den Rundfunkstaatsvertrag geregelten Auftrags zur Grundversorgung durch die öffentlich-rechtlichen Rundfunkanstalten bei. Ein Teil des Beitragsaufkommens wird u. a. zur Finanzierung des Verwaltungsapparates der Aufsichtsbehörden für den privaten Rundfunk (den Landesmedienanstalten) verwendet.
Mit dem Beitragsaufkommen von jährlich über 8 Milliarden Euro (2021 waren es 8,11 Milliarden Euro) werden unter anderem 22 Fernseh-, 67 Radiosender und eine Vielzahl von Online-Plattformen mit insgesamt mehr als 25.000 festen Mitarbeitern finanziert. Die Deutsche Welle wird hingegen nicht durch Abgaben, sondern direkt aus Steuergeldern finanziert, weil sie ein Instrument der auswärtigen Kulturpolitik ist und nicht der Grundversorgung des Inlandes dient.
Die Abgabenpflicht ergibt sich aus dem Rundfunkbeitragsstaatsvertrag (RBeitrStV). Der Rundfunkbeitrag in Höhe von 17,50 Euro monatlich (bis März 2015: 17,98 Euro) wird gemäß § 2 Abs. 1 RBeitrStV als Pauschale von jedem beitragsschuldigen Inhaber einer Wohnung erhoben, unabhängig davon, ob und wie viele Rundfunkgeräte vorhanden sind. Eine Beitragsschuld ergibt sich allein daraus, dass eine beliebige Möglichkeit des Rundfunkempfangs besteht.
Zum 1. Januar 2013 wurde die bisherige Rundfunkgebühr durch einen geräteunabhängigen Rundfunkbeitrag ersetzt. Infolgedessen gab es Kritik und zahlreiche Gerichtsprozesse (vgl. Hauptartikel). Experten der deutschen KEF gehen von (Stand September 2017 teilweise schon realisierten) erheblichen Mehreinnahmen aus. Im August 2021 wurde der Rundfunkbeitrag aufgrund einer Verfassungsbeschwerde auf 18,36 Euro festgesetzt.

### Österreich

#### Aktuelle Rechtslage
Seit 1. Jänner 2024 ist in Österreich statt der vormaligen Rundfunkgebühr der ORF-Beitrag (§ 1 ORF-Beitrags-Gesetz 2024, BGBl. I Nr. 112/2023) zu entrichten. Beitragspflichtig ist jeder Haushalt, in dem mindestens eine Person ihren Hauptwohnsitz hat (§ 2 Z. 1), sowie bestimmte Unternehmen (Z. 2) und Betriebsstätten (Z. 3). Zum ORF-Betrag in Höhe von 15,30 Euro im Monat kommt im Burgenland, in Kärnten, in der Steiermark und in Tirol die Landesabgabe in Höhe von 3,10 bis 4,70 Euro. Die anderen Bundesländer erheben keine Landesabgabe. Die Höhe des ORF-Beitrags soll bis 2029 stabil bleiben. Wie schon früher bei der Rundfunkgebühr können sich Personen mit sozialer und/oder körperlicher Hilfsbedürftigkeit (insbesondere Ausgleichszulage-, Pflegegeld- und Sozialhilfebezieher, Arbeitslose und Lehrlinge) von der Entrichtung des ORF-Beitrags befreien lassen (§ 4a ORF-Beitrags-Gesetz 2024 in Verbindung mit der Anlage zum Fernmeldegebührengesetz (Fernmeldegebührenordnung, BGBl. Nr. 170/1970). Kritisiert wurde, dass Soldaten im Grundwehrdienst als „vollversorgt“ gelten und daher anders als Zivildiener nicht vom ORF-Beitrag befreit werden können.
Der Verfassungsgerichtshof erklärte die 2024 eingeführte Haushaltsabgabe am 1. Juli 2025 für rechtmäßig. Anlass der Entscheidung war eine Beschwerde, wonach der Beitrag gleichheitswidrig sei. Es sei ungerecht, dass auch Haushalte, in denen keine ORF-Inhalte genutzt würden, den Beitrag von 15,30 Euro pro Monat zu zahlen haben. Der Verfassungsgerichtshof befand jedoch, der Gleichheitsgrundsatz verlange nicht, dass der Beitrag an den tatsächlichen Konsum des Angebots geknüpft ist.
Mit der Einhebung des ORF-Beitrags ist die ORF-Beitrags Service GmbH (OBS), bis 31. Dezember 2013 als GIS Gebühren Info Service GmbH (GIS) firmierend, beauftragt (§ 10 ORF-Beitrags-Gesetz 2024).

#### Rechtslage bis 2023
Wer in Österreich Rundfunkempfangseinrichtungen in Gebäuden betrieb oder zum Betrieb bereithielt, musste gemäß dem Rundfunkgebührengesetz (RGG) Gebühren entrichten. Empfangsgeräte im Sinne des Gesetzes waren Geräte, welche grundsätzlich Rundfunk empfangen können. Darunter fallen Fernseher und Radios, aber auch nach Ansicht der GIS – die jedoch durch den Verwaltungsgerichtshof im Rechtsweg verworfen wurde – Computer mit Internetanschluss. Laut der Webseite der GIS bezieht sich eine Gebührenpflicht für Computer mit Internetanschluss auf die unmittelbar wahrnehmbaren Radioprogramme und nicht auf Fernsehprogramme, da diese nicht in einem kontinuierlichen Live-Stream übertragen werden.
Mit Erkenntnis vom 18. September 2014 entschied das Bundesverwaltungsgericht, dass Computer mit Internetanschluss nicht Rundfunkempfangseinrichtungen sind, da der Radioempfang über Internet-Streaming kein Rundfunk im technischen Sinne ist. Die GIS erhob Revision, jedoch folgte der angerufene Verwaltungsgerichtshof der Argumentation der vorigen Instanz: Der Gesetzgeber habe bei der verfassungsrechtlichen Definition des Rundfunkbegriffs elektronische Darbietungen über das Internet nicht erfassen wollen.
Im Juli 2022 entschied der Verfassungsgerichtshof, dass künftig auch Nutzer, die ORF-Programme ausschließlich im Internet sehen oder hören, die Abgabe entrichten müssen. Dem entgegenstehende Regelungen im ORF-Gesetz wurden als verfassungswidrig eingestuft. Der Gesetzgeber führte daraufhin zum Jahresbeginn 2024 einen von jedem Hauptwohnsitz sowie bestimmten Unternehmen und Betriebsstätten zu entrichtenden ORF-Beitrag ein (umgangssprachlich „Haushaltsabgabe“).
Die Gebühr war grundsätzlich für jeden Standort (Gebäude bzw. Wohnung) nur einmal zu entrichten, an dem Rundfunkempfangseinrichtungen betrieben oder zum Betrieb bereitgehalten werden. Für Betriebe, die mehrere Apparate in einem Betrieb aufstellen, galten Sonderregelungen (eine Gebühr pro zehn Geräte). Unterrichts- und Amtsräume, Polizeistellen, Gastronomiebetriebe, Heime sowie Betriebe, die Rundfunkempfangsgeräte reparieren, verkaufen oder vermieten, sind von dieser Sonderregel ausgenommen und müssen ebenfalls nur einmal pro Standort die Gebühren entrichten.
Ausgenommen von der Gebührenpflicht waren mobile Empfangsgeräte wie Autoradios oder Mobiltelefone. De jure wären zwar in manchen Fällen auch für solche Geräte Gebühren zu entrichten (nämlich dann, wenn diese dem Gesetzestext entsprechend „in Gebäuden“ betrieben werden), jedoch verzichtet die GIS in diesen Fällen darauf, die Gebühren einzuheben.
Unter bestimmten Voraussetzungen, wie z. B. bei sehr niedrigem Haushaltseinkommen, Bezug von Studienbeihilfe, Erhalt von Ausgleichszulage oder von Pflegegeld, konnte eine Befreiung von der Entrichtung der Rundfunkgebühren gewährt werden.
Wer eine Telefongebührenbefreiung anstrebte – mit Stand Mai 2023 realisiert durch einen Nachlass von 12 € auf die monatliche Telefonrechnung –, musste um eine GIS-Gebührenbefreiung ansuchen, auch wenn der Betroffene keine GIS-Gebührenpflicht hat.
Gebührenhöhe

Die Entwicklung der Gebührenhöhe nach Angaben der GIS

In Österreich setzte sich die Rundfunkgebühr im weiteren Sinn für eine kombinierte Radio- und Fernsehanmeldung aus folgenden Positionen zusammen:
- Programmentgelt: Das ist jener Betrag, der dem Österreichischen Rundfunk zugutekommt, der damit unter anderem Eigenproduktionen, Sendeanlagen, Landesstudios, technische Ausstattungen und Lizenzen finanziert. Die Höhe des Betrages wird durch den Stiftungsrat des ORF festgelegt und von der Regulierungsbehörde KommAustria auf Übereinstimmung mit den gesetzlichen Vorgaben überprüft (vgl. § 31 ORF-G). Das Programmentgelt (ungefähr 600 Millionen Euro pro Jahr) macht rund 60 % der gesamten Umsatzerlöse des ORF aus.[25]
- Radio- und Fernsehgebühr: Geht an das Bundesministerium für Finanzen (BMF) als Gebühr für den Betrieb der Empfangseinrichtungen. Seit 2009 gehen fünf Millionen Euro davon jährlich in einen Medienförderungsfonds für österreichische private Hörfunk- und Fernsehveranstalter[26] (ab 2013: 15 Millionen).[27] 2,5 Millionen Euro (ab 2013: 3 Millionen) speisen den nichtkommerziellen Rundfunkfonds für werbefreie Community-Medien.[28]
- Kunstförderungsbeitrag: Geht an Bund und Länder.
- Landesabgabe: Geht in das jeweilige Landesbudget ein; Höhe und Verwendungszweck werden von den Bundesländern selbst festgelegt.[29]
- Einhebungsvergütung: Kommt der GIS Gebühren Info Service GmbH zugute, welche als selbstständige Gesellschaft für das Einheben und Verteilen der Geldmittel zuständig ist.
- Verfahrensverwaltungsvergütung: Dient den entsprechenden Bundes- und Landesstellen zur Aufwandsabdeckung für Berufungsverfahren im Zusammenhang mit der Rundfunkgebühr.
- Umsatzsteuer: Sie wird in der Höhe von 10 % auf das Programmentgelt eingehoben und zwischen Bund, Ländern und Gemeinden geteilt. Zurzeit ist beim Europäischen Gerichtshof eine Klage über die Zulässigkeit der Erhebung von Umsatzsteuer auf das Programmentgelt anhängig.[30]

Von Februar 2022 bis Dezember 2023 war für Fernsehen (inkl. Radio) in Österreich eine durchschnittliche Rundfunkgebühr von 26,63 Euro pro Monat zu entrichten, für Radio allein (ohne Fernsehen) waren durchschnittlich 7,46 Euro zu zahlen.
|                  | Gesamt | Radiogebühr | Fernsehgebühr | Programmentgelt | Kunstförderung | Landesabgabe | USt  |
| ---------------- | ------ | ----------- | ------------- | --------------- | -------------- | ------------ | ---- |
| Gebühr fließt an |        | BMF         | BMF           | ORF             | Bund/Länder    | Länder       |      |
| Wien             | 28,25  | 0,36        | 1,16          | 18,59           | 0,48           | 5,80         | 1,86 |
| Niederösterreich | 28,25  | 0,36        | 1,16          | 18,59           | 0,48           | 5,80         | 1,86 |
| Burgenland       | 28,45  | 0,36        | 1,16          | 18,59           | 0,48           | 6,00         | 1,86 |
| Oberösterreich   | 22,45  | 0,36        | 1,16          | 18,59           | 0,48           | 0,00         | 1,86 |
| Salzburg         | 27,15  | 0,36        | 1,16          | 18,59           | 0,48           | 4,70         | 1,86 |
| Steiermark       | 28,65  | 0,36        | 1,16          | 18,59           | 0,48           | 6,20         | 1,86 |
| Kärnten          | 27,55  | 0,36        | 1,16          | 18,59           | 0,48           | 5,10         | 1,86 |
| Tirol            | 26,45  | 0,36        | 1,16          | 18,59           | 0,48           | 4,00         | 1,86 |
| Vorarlberg       | 22,45  | 0,36        | 1,16          | 18,59           | 0,48           | 0,00         | 1,86 |

|                  | Gesamt | Radiogebühr | Fernsehgebühr | Programmentgelt | Kunstförderung | Landesabgabe | USt  |
| ---------------- | ------ | ----------- | ------------- | --------------- | -------------- | ------------ | ---- |
| Gebühr fließt an |        | BMF         | BMF           | ORF             | Bund/Länder    | Länder       |      |
| Wien             | 7,85   | 0,36        | 0,00          | 4,97            | 0,48           | 1,54         | 0,50 |
| Niederösterreich | 7,81   | 0,36        | 0,00          | 4,97            | 0,48           | 1,50         | 0,50 |
| Burgenland       | 7,91   | 0,36        | 0,00          | 4,97            | 0,48           | 1,60         | 0,50 |
| Oberösterreich   | 6,31   | 0,36        | 0,00          | 4,97            | 0,48           | 0,00         | 0,50 |
| Salzburg         | 7,91   | 0,36        | 0,00          | 4,97            | 0,48           | 1,60         | 0,50 |
| Steiermark       | 7,91   | 0,36        | 0,00          | 4,97            | 0,48           | 1,60         | 0,50 |
| Kärnten          | 7,71   | 0,36        | 0,00          | 4,97            | 0,48           | 1,40         | 0,50 |
| Tirol            | 7,41   | 0,36        | 0,00          | 4,97            | 0,48           | 1,10         | 0,50 |
| Vorarlberg       | 6,31   | 0,36        | 0,00          | 4,97            | 0,48           | 0,00         | 0,50 |

### Schweiz
In der Schweiz wird seit 2019 eine Haushaltsabgabe zur Finanzierung der Rundfunk- und Fernsehangebote erhoben, die ähnlich wie in Deutschland unabhängig vom Besitz von Radio- und Fernsehgeräten ist. Sie betrug zunächst 365 Franken und beträgt seit 2021 335 Franken (ca. 355 Euro). Haushalte, die über keine technischen Möglichkeiten zum Empfang von Radio- oder Fernsehprogrammen verfügen, können sich jedoch auf Antrag für die ersten fünf Jahre nach der Reform von der Abgabe befreien lassen. Die Gebühr wird durch die private Serafe AG im Auftrag des Bundes erhoben.

### Liechtenstein
In Liechtenstein wurde die Rundfunkgebühr 1999 abgeschafft. Im LRF-Gesetz zur Finanzierung von Radio Liechtenstein aus dem Jahr 2003 ist optional eine Rundfunkgebühr vorgesehen, die aber nicht eingehoben wird. Ab 2015 sollte durch die Einführung einer Rundfunkgebühr der aus Steuern finanzierte Landesbeitrag von 1.5 Mio. CHF, der neben Radio Liechtenstein auch privaten Medien zufließt, eingespart werden. Sie wurde danach wieder verworfen, was neben der fehlenden gesellschaftlichen Akzeptanz auch damit begründet wurde, dass sich die Finanzierung über den Landesbeitrag als das wirtschaftlich sinnvollere Modell erwiesen habe. Mit der Abschaffung des öffentlich-rechtlichen Rundfunks im April 2025 ist die Grundlage für eine Rundfunkgebühr entfallen.

### Dänemark
In Dänemark musste jeder Haushalt, der über einen Fernseher oder einen internetfähigen PC verfügt, eine Fernsehgebühr von zuletzt (2018) 2527 DKK (ca. 338,40 Euro) im Jahr zahlen. Die Haushaltsgebühr umfasste den Ehepartner und volljährige Kinder, nicht aber Großeltern oder WG-Mitbewohner. Geräte in Wochenend- oder Ferienhäusern waren dadurch ebenfalls abgedeckt.
Im März 2018 kündigte die Regierung Rasmussen III, eine Koalitionsregierung aus drei Parteien, die Abschaffung der Gebühr an.
Im September 2018 kündigte die Generalsekretärin von Danmarks Radio (DR) an, DR wolle durch Streichung von 400 (von etwa 2400) Stellen jährlich etwa 56 Millionen Euro einsparen. Drei der bislang sechs Fernsehkanäle sollen entfallen und aus acht Hörfunkkanälen sollen fünf werden. In einem ersten Schritt wurde die Jahresgebühr 2019 auf 1927 DKK (ca. 258 Euro) reduziert. 2020 wurde die Gebühr auf 1353 DKK (ca. 182 Euro) reduziert, 2021 auf 619 DKK (83 Euro). Seit Januar 2022 werden Rundfunk und Fernsehen aus Steuermitteln finanziert.

### Estland
Es gibt keine staatliche Rundfunkabgabe. Ebenso wird keine Werbung gesendet.

### Finnland
In Finnland wurden die öffentlich-rechtlichen Sender bis 2013 durch Rundfunkgebühren finanziert. Danach wurde auf eine Finanzierung durch eine spezielle Steuer umgestellt. Diese ist von Personen ab 18 Jahren zu entrichten, die mehr als 14.000 Euro im Jahr verdienen. Sie beträgt 2,5 %, ist jedoch bei 160 Euro gedeckelt (Stand von 2025). Bewohner der Ålandinseln mussten die Steuer bis 2020 nicht entrichten, zahlen jedoch seit 2021 eine Medienabgabe, die aktuell (2025) bei 127 Euro im Jahr liegt.

### Frankreich

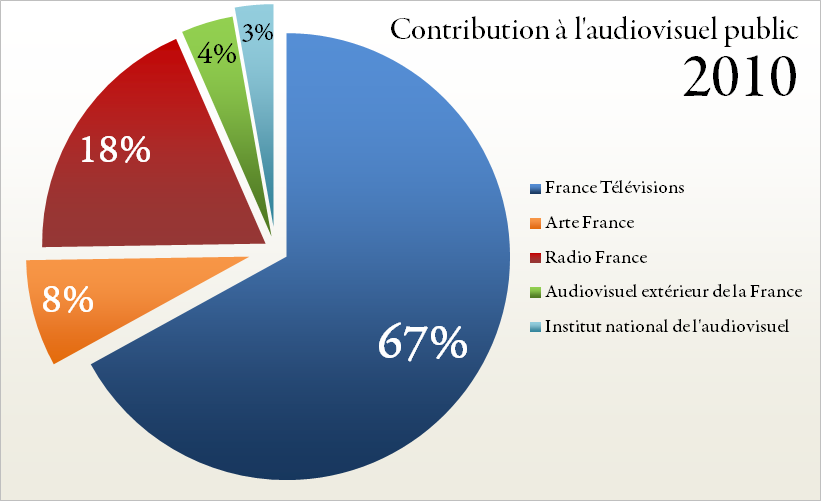
Die Aufteilung der Einnahmen aus dem Rundfunkbeitrag im Jahr 2010

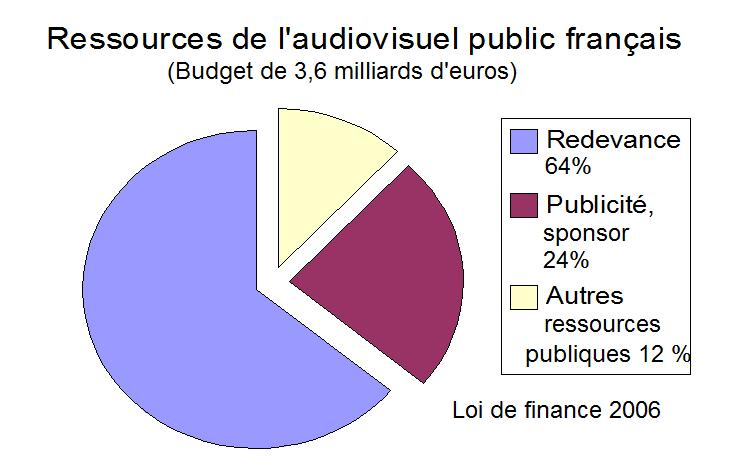
Einnahmen der öffentlichen Sender in Frankreich – der Haushalt in Höhe von 3,6 Mrd. Euro nach dem Steuergesetz 2006 setzt sich aus 64 % Gebühreneinnahmen, 24 % Werbe- und Sponsoringeinnahmen sowie 12 % sonstigen öffentlichen Einnahmen zusammen

Im Sommer 1933 verabschiedete das französische Parlament das Gesetz zur Rundfunkgebühr. Die Hörer mussten ab dem 1. Juli nun ihre Geräte bei der Post anmelden. Wer dem nicht nachkam, zahlte die dreifache Rundfunkgebühr. Arbeitslose und Kriegsgeschädigte waren von der Rundfunkgebühr ausgenommen.
Bis zum Jahr 2008 war die Rundfunkgebühr (redevance audiovisuelle) eine Steuer, die zugunsten der Sender und Dienste der Gruppe France Télévisions (France 2 (27 %), France 3 (35 %), France 5 (7 %), Réseau France Outre-mer (10 %) und France 4), TV5 Monde, France 24, Canal France International, ARTE-France (13 %), der Sender der Gruppe Radio France (22 % des Ertrags im Jahr 2004, aufgeteilt zwischen France Inter, France Info, France Culture, France Musique, France Inter Paris, France Bleu, Le Mouv'), Radio France Internationale (RFI) und des mit der Bewahrung der audiovisuellen Archive beauftragten Institut national de l’audiovisuel (INA) erhoben wurde.
Die Rundfunkgebühr in Frankreich wurde 2022 rückwirkend zum Jahresbeginn abgeschafft.
Als Gegenleistung für die Gebühreneinkünfte verzichtete die Gruppe France Télévisions auf Werbeunterbrechungen bei Spielfilmen (Kino- und Fernsehfilme), die auf ihren Sendern gezeigt werden.
Im Jahr 2007 machte die Gebühr mit 2 Mrd. Euro 74 % der Einnahmen der öffentlichen audiovisuellen Dienste aus.
Von 2005 bis 2008 war sie an die Grundsteuer gekoppelt, was Gebührenbefreiungen und -ermäßigungen, die 2006 41,4 Mio. Euro ausgemacht hatten, erschwert hat. Seit 2008 sind nur behinderte Menschen von der Gebühr befreit.
2009 wurde aus der Gebühr per Gesetzesänderung der Rundfunkbeitrag (contribution à l'audiovisuel public), der an die Inflation angepasst ist. Von jährlich 118 Euro (2009) stieg er auf zunächst 121 Euro (2010), dann auf 123 (2011) und zuletzt auf 138 Euro (2021). Für die Übersee-Départements war der gesetzliche Rundfunkbeitrag reduziert: Im Gegensatz zum europäischen Staatsgebiet waren dort 2021 nur 88 Euro zu entrichten.
Gebührenpflichtige Empfangsgeräte
Das französische Steuerrecht bestimmt, dass die Gebührenpflicht für alle Geräte gilt, die den Empfang von Fernsehprogrammen ermöglichen. Demgemäß sind u. a. auch Bildschirmgeräte (z. B. Computerbildschirme) und andere Anzeigegeräte, Videorekorder, DVD- und Blu-ray-Abspielgeräte und mit einem Empfangsteil ausgerüstete Videoprojektoren betroffen.
Ab November 2008 wurde die Befreiung von Multimedia-Computern durch mehrere Veränderungen im neuen, ab Januar 2009 geltenden Kommunikationsgesetz restriktiver geregelt. Gemäß diesen Änderungen sind neuere Computer und Internetzugänge Fernsehempfängern gleichgestellt und somit gebührenpflichtig.
Vor dem Januar 2009 waren Haushalte, die lediglich über Computer Fernsehprogramme empfingen, nicht gebührenpflichtig, wie aus den parlamentarischen Debatten über die Novellierung der Vorschrift hervorgeht: „Art. 41 des Steuergesetzes 2005 hat die bis dahin gültige Voraussetzung, nämlich den Besitz eines Fernsehers oder ähnlichen Gerätes, das den Empfang von Fernsehprogrammen ermöglicht, beibehalten. Demgemäß wurde der Ausschluss von Mikrocomputern, die zum Empfang von Fernsehprogrammen aus dem Anwendungsbereich der Rundfunkgebühr geeignet sind – was vor der Reform galt und bei den Debatten über die im Art. 37 des Finanzgesetzes 2004 festgelegte Gebühr erneut beschlossen wurde – wiederum nicht in Frage gestellt. Daher sind Grundsteuerpflichtige, die über einen Internetzugang verfügen, der den Empfang von Fernsehprogrammen einschließt, nur gebührenpflichtig, wenn sie ein Fernsehgerät besitzen. Ist letzteres nicht der Fall, so sind sie nicht gebührenpflichtig.“
Die Änderung Nr. 104 vom 20. November 2008, die vom Abgeordneten Dionis du Séjour vorgeschlagen worden war, wurde von der gemischten paritätischen Kommission nicht angenommen. Sein Vorschlag zielte darauf ab, Personen, die mit einem Internet-Provider einen Vertrag über einen Internetzugang abgeschlossen haben, der Gebührenpflicht zu unterwerfen. Art. 1605 des Allgemeinen Steuergesetzbuches in der am 12. Oktober 2009 geltenden Fassung wurde also, obwohl bezüglich der Definition des „für den Fernsehempfang geeigneten Geräts“ nicht eindeutig, in dieser Hinsicht nicht präzisiert. Es ist jedoch wahrscheinlich, dass eine solche Änderung in Zukunft erneut vorgeschlagen werden wird, da sie laut dem Abgeordneten Dionis du Séjour Einnahmen von 50 Mio. Euro erbringen würde.
Die Gebühr, obwohl sie zusammen mit der Grundsteuer eingenommen wird, basiert auf der Steuererklärung (Feld ORA). Im Vordruck heißt es „Wenn irgendeiner ihrer Wohnsitze (Haupt- oder Nebenwohnsitz) nicht mit einem Fernseher versehen ist, kreuzen Sie das Feld an.“ Dies könnte glauben machen, dass Computer noch immer von der Gebühr ausgeschlossen sind.
Im Wahlkampf vor der Präsidentschaftswahl am 10. April 2022 versprachen alle Kandidaten der Rechten, die öffentlichen Sender teilweise oder komplett zu privatisieren. Emmanuel Macron, der Staatspräsident Frankreichs, kündigte im Mai 2022 an, die Gebühr rückwirkend zum Jahresbeginn abzuschaffen. Dagegen protestierten die öffentlich-rechtlichen Radio- und Fernsehsender am 28. Juni, indem sie nur Wiederholungen ausstrahlten. Im Juli 2022 beschloss die Nationalversammlung die Abschaffung der Rundfunkgebühren. Anfang August 2022 stimmte auch der Senat zu.

### Griechenland
Die Rundfunkgebühr in Griechenland beträgt 3 Euro im Monat und wird mit der Stromrechnung eingezogen.

### Irland
Die Rundfunkabgabe in Irland beträgt 160 Euro im Jahr. Personen ab 70 Jahren sind davon befreit. Auch eine Befreiung aus sozialen Gründen ist möglich.

### Island
In Island zahlen juristische und natürliche Personen zwischen 16 und 70 Jahren abhängig von einer Einkommensgrenze und weiteren individuellen Merkmalen 2025 eine Rundfunksteuer (Útvarpsgjald) von 21.400 ISK (ca. 148 Euro).

### Italien
Die Rundfunkabgabe in Italien beträgt 90 Euro (Stand von 2025) und wird mit der Stromrechnung in 10 Raten von Januar bis Oktober eingezogen. Viertel- und halbjährliche Zahlung wird ebenfalls angeboten. Gebührenpflichtig sind alle Steuerzahler, aber nur einer je Haushalt. Wer keinen Fernseher besitzt, kann bis Ende Januar um die Befreiung während des betreffenden Jahres ersuchen.

### Kroatien
Die Rundfunkabgabe in Kroatien beträgt 10,62 Euro pro Monat. Dabei ist es unerheblich, ob ein Radio, ein Fernsehgerät oder ein Computer für den Empfang der Programme genutzt wird.

### Malta
Die Rundfunkgebühr in Malta wurde 2012 abgeschafft.

### Norwegen
In Norwegen wurde die zuvor 3.000 NOK (ca. 251 Euro) betragende Rundfunkabgabe 2020 durch eine einkommensabhängige Steuer ersetzt, die maximal 1.700 NOK (ca. 142 Euro) beträgt. Die Steuer ist nach dem Einkommen gestaffelt. Der Höchstbetrag muss ab 350.000 NOK Einkommen im Jahr gezahlt werden (ca. 29.300 Euro).

### Polen
Die Rundfunkgebühr in Polen beträgt 27,30 PLN (ca. 6,31 Euro) im Monat pro Haushalt. Haushalte, die nur ein Radio besitzen, zahlen 8,70 PLN pro Monat (ca. 2,01 Euro). Ab dem auf den 75. Geburtstag folgenden Monat ist man von der Rundfunkgebühr befreit.

### Portugal
In Portugal wird die Taxa de Contribuição Audiovisual mit der Stromrechnung erhoben. Sie beträgt einschließlich der Umsatzsteuer 3,02 Euro im Monat, ermäßigt 1,06 Euro. Anspruch auf Ermäßigung hat, wer bestimmte Sozialleistungen bezieht. Wer weniger als 400 kWh im Jahr verbraucht, ist von der Gebühr befreit.

### Rumänien
Die zuletzt 17 Euro im Jahr betragende Rundfunkgebühr wurde zum 1. Januar 2017 abgeschafft.

### Schweden
In Schweden wird eine Fernsehgebühr zur Finanzierung von Sveriges Television, Sveriges Radio und Sveriges Utbildningsradio durch das Finanzamt erhoben. Jeder Einwohner ab 18 Jahren muss unabhängig vom Besitz eines Empfangsgeräts 1 % des steuerpflichtigen Einkommens, maximal jedoch 1.249 schwedische Kronen (ca. 114 Euro) pro Jahr, zahlen (2025).

### Slowakei
Die Rundfunkgebühr betrug bis Juni 2023 4,64 Euro im Monat und war von jedem registrierten Haushaltskunden eines Elektrizitätsversorgers zu zahlen (de facto also als Haushaltsabgabe), sowie gestaffelt von Unternehmen, die mindestens drei Arbeitnehmer beschäftigten. Aus sozialen Gründen konnte fallweise der Erlass oder die Erstattung der Gebühren beantragt werden. Die Gebühr wurde zum 1. Juli 2023 abgeschafft und durch eine staatliche Direktzahlung ersetzt.

### Slowenien
Die Rundfunkgebühr in Slowenien beträgt derzeit 12,75 Euro (Fernsehen und Radio) bzw. 3,77 Euro (nur Radio) pro Monat.

### Spanien
Es gibt keine staatliche Rundfunkabgabe.

### Tschechien
In Tschechien werden Fernsehgebühren gemäß dem Gesetz Nr. 348/2005 erhoben. Die Gebühr wird nur einmal pro Haushalt erhoben und schließt Ferien- und Wochenendhäuser ein. Die Gebühr ist monatlich zu entrichten. Seit Mai 2025 beträgt sie 150 CZK (ca. 5,92 Euro). Die Gebühr für ein Radio beträgt 55 CZK im Monat (ca. 2,17 Euro). Erstmals werden auch neuartige Empfangsgeräte mit Internetzugang als Rundfunkempfänger behandelt. Wenn alle Personen im Haushalt blind oder gehörlos sind, entfällt die Gebühr. Haushalte, deren Einkommen das 2,15-fache des Existenzminimums unterschreitet, können auf Antrag von der Gebührenpflicht befreit werden. Wie bisher sind die Stromversorger verpflichtet, Kundenadressen an die öffentlich-rechtlichen Anstalten herauszugeben, damit diese die Kunden zur Zahlung auffordern können, nicht jedoch – wie ursprünglich geplant – die Internetprovider.

### Vereinigtes Königreich
Unter dem Begriff TV Licensing sind Unternehmen zusammengefasst, die von der BBC vertraglich mit dem Einzug und der Durchsetzung der Fernsehgebühren im Vereinigten Königreich beauftragt sind.
Eine Lizenz ist nur erforderlich, wenn ein Fernseher zum Fernsehempfang verwendet wird. Für den bloßen Besitz eines Fernsehers ist keine Lizenz erforderlich, und für den Besitz und die Verwendung von Funkempfängern ist ebenfalls keine Lizenz erforderlich.
Für den Fernsehempfang in Großbritannien erwirbt man eine Lizenz, die jeweils für ein Jahr gilt und jährlich zu erneuern ist. Bis Juli 2020 war die Lizenz für den kompletten Haushalt ab dem 75. Geburtstag eines Bewohners kostenlos und wurde aus Steuermitteln finanziert. Seit August 2020 erhalten nur noch Bezieher von Pension Credit, einer staatlichen Rentenbeihilfe für Rentner mit niedrigen Renten, ab 75 Jahren eine kostenfreie Fernsehlizenz. Blinde und stark seheingeschränkte Personen können eine 50-prozentige Ermäßigung beantragen, die auch alle in ihrem Haushalt lebenden nicht seheingeschränkten Personen abdeckt.
Gebührenpflichtig sind nicht nur Fernsehgeräte, bei denen zwischen Farb- und Schwarzweißgeräten unterschieden wird, sondern der Fernsehempfang an sich. Es ist dabei unabhängig, wie dieser zustande kommt (Kabel/SAT, Internet), welche Geräte dafür verwendet (Fernsehgeräte, Laptop, PC, Handy digitale Box, DVD-Rekorder) oder welche Programme angesehen werden. Radiogeräte sind seit 1971 prinzipiell von der Gebührenpflicht ausgeschlossen.
Die jährlichen Kosten für eine Fernsehlizenz für ein Farbfernsehgerät (durch die Regierung festgesetzt) betragen 174,50 £ (ca. 203 Euro). Eine Lizenz für ein Schwarzweißfernsehgerät kostet 58,50 £ (Stand April 2025). Pro Haushalt ist diese Gebühr nur einmal fällig, wobei jedoch der Fernsehempfang in einer Zweitwohnung eine zweite Lizenz erfordert, sobald ein Gerät ans Stromnetz angeschlossen wird. Für geschäftlich genutzte Geräte gelten nach Geräteanzahl gestaffelte Gebührensätze.
Die gesetzliche Grundlage bildet der Communications Act 2003.
Die britische Kulturministerin Nadine Dorries kündigte Anfang 2022 an, die Rundfunkgebühr der BBC 2027 abschaffen zu wollen.

## Außerhalb Europas

### Israel
Seit 1948 gibt es in Israel einen öffentlich-rechtlichen Rundfunk, der durch einen Rundfunkbeitrag von zuletzt umgerechnet etwa 70 Euro jährlich pro Teilnehmer finanziert wurde. Im Jahr 2015 wurde die Abschaffung des Rundfunkbeitrags rückwirkend zum Jahresbeginn bekanntgegeben.

### Japan
In Japan wird die öffentlich-rechtliche Rundfunkanstalt NHK mit einer „Empfangsgebühr“ (受信料, jushinryō) finanziert, um „jederzeit, jederorts, jedermann verlässliche Informationen und eine reichhaltige Kultur unparteilich zukommen zu lassen“ (「いつでも、どこでも、誰にでも、確かな情報や豊かな文化を分け隔てなく伝える」, „itsu demo, doko demo, dare ni demo, tashika na jōhō ya yutaka na bunka o wakehedate naku tsutaeru“).
Rechtliche Basis dafür ist Artikel 64 des 1950 verkündeten „Rundfunkgesetzes“ (放送法, hōsō-hō), das in Absatz 1 jeden mit einem rundfunkfähigen Empfangsgerät verpflichtet, mit der Rundfunkgesellschaft (NHK) ein Vertragsverhältnis zum Rundfunkempfang aufzunehmen, wobei Artikel 70 Absatz 4 und die Nutzungsbedingungen der NHK eine Gebühr dafür vorsehen. Für den Fall eines Nichteingehens eines Vertragsverhältnisses mit der NHK, d. h. einer Verweigerung der Gebührenzahlung, gibt es jedoch keine rechtlichen Regelungen.
Daher gibt es eine recht hohe Anzahl an Schwarzsehern. Bei einer Umfrage der NHK wurde zum Jahresende 2010 festgestellt, dass lediglich 78 % der Haushalte, die einen Rundfunkempfänger besitzen, auch Gebühren zahlen, und lediglich 73 % der Firmenstandorte mit Rundfunkempfänger.
Aktuell beträgt die Höhe der Jahresgebühr 14.205 Yen (84 Euro) für Haushalte ohne Satellit und 24.740 Yen (146 Euro) für Haushalte mit Satellit, in der Präfektur Okinawa jedoch 12.810 Yen (76 Euro) bzw. 23.585 Yen (139 Euro). Bei Daueraufträgen gibt es einen Rabatt von 555 Yen (ca. 3,30 Euro). Dabei wurden im Oktober 2012 erstmals seit 1968 die Gebühren um 750 bzw. 870 Yen reduziert, was vor allem mit den neuen digitalen Verbreitungsmöglichkeiten begründet wurde.

### Kanada
In Kanada dominiert die steuerfinanzierte öffentlich-rechtliche Canadian Broadcasting Corporation (CBC) das Rundfunksystem, in dem neben der CBC und den privaten kanadischen Sendern auch die via Satellit und entlang der gemeinsamen Grenze empfangbaren US-amerikanischen Sender bedeutenden Einfluss haben.

### Namibia
Die geräteabhängige Rundfunkgebühr in Namibia beträgt pro Haushalt 204 N$ im Jahr (9,50 Euro). Personen ab 60 Jahren, Veteranen und behinderte Menschen bezahlen 60 N$ im Jahr (2,80 Euro). Unternehmen (incl. private und öffentliche Schulen, Ministerien, Kliniken, Bars etc.) bezahlen 220 N$ (10,30 Euro) im Jahr pro Fernsehgerät, für Hörfunk allein wird keine Lizenz fällig. Für Möbel- und Fernsehhändler gilt eine Gebühr von 440 N$ pro Jahr (20,60 Euro). Nichtzahlern droht eine fast zehnmal so hohe Strafgebühr und bei Verweigerung dieser Gebühr die Inhaftierung für bis zu 6 Monate.

### Südkorea
Die Rundfunkgebühr in Südkorea beträgt pro Fernsehgerät 2.500 KRW im Monat (1,55 Euro). Privathaushalte zahlen die Gebühr unabhängig von der Zahl der Geräte nur einmal. Die Gebühr wird über die Stromrechnung bezahlt.

### Vereinigte Staaten
In den USA sind mehr als 700 rechtlich eigenständige öffentliche Hörfunksender Mitglied im National Public Radio. In der Medienlandschaft der USA spielen die wenigen (nur 348) öffentlichen, im Public Broadcasting Service zusammengeschlossenen Fernsehsender nur eine untergeordnete Rolle. Diese nicht-kommerziellen Sender finanzieren sich über freiwillige Abonnements und Spenden sowie staatliche Zuschüsse.